# Jose Villarreal
Jose Villarreal, né le 10 septembre 1993 à Inglewood, est un joueur américain de soccer jouant au poste de milieu de terrain.

## Biographie

### Carrière en club
Villarreal est formé à l'académie du Galaxy de Los Angeles entre 2009 et 2011.
Il fait ses débuts avec la franchise californienne le 15 juillet 2012, entrant à la 90e minute pour remplacer Robbie Keane. Il inscrit son premier but pour le Galaxy le 18 juillet, d'une frappe de loin qui permet à son équipe d'égaliser 2-2 pour sa deuxième rencontre en Major League Soccer. Après la saison 2013 où il participe à plus d'une vingtaine de rencontres de championnat, Jose est prêté au CD Cruz Azul, en première division mexicaine.
Malgré six saisons en Californie, Villarreal peine à s'imposer et, à l'issue de la saison 2017, son contrat n'est pas renouvelé. C'est alors le Orlando City SC qui fait appel à lui pour la saison 2018 lorsqu'il signe pour la franchise floridienne le 27 décembre 2017. Le 2 juin 2018, il participe à sa première rencontre avec Orlando lors d'une défaite 3-0 face au New York City FC au Yankee Stadium. Malheureusement pour Villarreal, il ne foule les terrains qu'à cinq reprises en 2018, pour seulement 75 minutes de jeu. C'est donc naturellement que son contrat n'est pas renouvelé à l'issue de la saison.
Sans club alors que la saison 2019 a déjà commencé, il s'engage finalement en faveur des Lights de Las Vegas en USL Championship en mai 2019 et connaît ses premières minutes de jeu avec sa nouvelle équipe en Coupe des États-Unis face à l'Orange County SC. Mais son expérience au Nevada ne dure pas et lorsque son contrat arrive à expiration à la fin de la saison 2019, il n'est pas renouvelé.
Il retrouve néanmoins une équipe en janvier 2020 quand il rejoint le Global FC, formation de Philippines Football League.

### Carrière internationale
Jose joue tout d'abord en faveur de l'équipe des États-Unis des moins de 18 ans. Il joue ensuite avec les moins de 20 ans. 
Il est appelé dans l'équipe des États-Unis des moins de 23 ans lors des éliminatoires des Jeux olympiques d'été de 2012.

## Palmarès
| Galaxy de Los Angeles (2)                | Galaxy II de Los Angeles (0)            |
| ---------------------------------------- | --------------------------------------- |
| - Coupe MLS : - Vainqueur : 2012 et 2014 | - USL Championship : - Finaliste : 2015 |

## Statistiques
| Saison                | Club                  | Championnat           | Championnat | Championnat | Coupe(s) nationale(s) | Coupe(s) nationale(s) | Compétition(s) continentale(s) | Compétition(s) continentale(s) | Compétition(s) continentale(s) | Séries | Séries | Total | Total |
| Saison                | Club                  | Division              | M.          | B.          | M.                    | B.                    | Comp.                          | M.                             | B.                             | M.     | B.     | M.    | B.    |
| 2012                  | Galaxy de Los Angeles | MLS                   | 10          | 1           | 0                     | 0                     | LCC                            | 3                              | 1                              | 1      | 0      | 14    | 2     |
| 2013                  | Galaxy de Los Angeles | MLS                   | 22          | 2           | 1                     | 0                     | LCC                            | 7                              | 1                              | 1      | 0      | 31    | 3     |
| 2014                  | Galaxy de Los Angeles | MLS                   | 5           | 0           | 0                     | 0                     | -                              | -                              | -                              | 0      | 0      | 5     | 0     |
| 2015                  | Galaxy de Los Angeles | MLS                   | 16          | 2           | 2                     | 1                     | LCC                            | 2                              | 0                              | 0      | 0      | 20    | 3     |
| 2016                  | Galaxy de Los Angeles | MLS                   | 3           | 0           | 1                     | 1                     | LCC                            | 0                              | 0                              | 0      | 0      | 4     | 1     |
| 2017                  | Galaxy de Los Angeles | MLS                   | 12          | 0           | 2                     | 1                     | -                              | -                              | -                              | -      | -      | 14    | 1     |
| Sous-total            | Sous-total            | Sous-total            | 63          | 5           | 6                     | 3                     | -                              | 12                             | 2                              | 2      | 0      | 83    | 10    |
| 2014                  | CD Cruz Azul (prêt)   | Liga MX               | 0           | 0           | 0                     | 0                     | LCC                            | 0                              | 0                              | -      | -      | 0     | 0     |
| 2018                  | Orlando City SC       | MLS                   | 3           | 0           | 2                     | 0                     | -                              | -                              | -                              | -      | -      | 5     | 0     |
| 2019                  | Lights de Las Vegas   | USL Championship      | 16          | 1           | 1                     | 0                     | -                              | -                              | -                              | -      | -      | 17    | 1     |
| 2020                  | Global FC             | PFL                   |             |             |                       |                       | -                              | -                              | -                              | -      | -      | 0     | 0     |
| Total sur la carrière | Total sur la carrière | Total sur la carrière | 82          | 6           | 9                     | 3                     | -                              | 12                             | 2                              | 2      | 0      | 105   | 11    |